# Stuart Beattie
Stuart Beattie, född 1972, är en australisk manusförfattare. Han har bland annat skrivit synopsis till filmen Pirates of the Caribbean - Svarta Pärlans förbannelse.

## Filmografi
- 2003 – Pirates of the Caribbean: Svarta Pärlans förbannelse
- 2004 – Collateral
- 2005 – Derailed
- 2007 – 30 Days of Night
- 2010 – Imorgon när kriget kom (även regi)
- 2014 – I, Frankenstein (även regi)